# Емгерст (селище, Вісконсин)
Емгерст (англ. Amherst) — селище (англ. village) в США, в окрузі Портедж штату Вісконсин. Населення — 1117 осіб (2020).

## Географія
Емгерст розташований за координатами 44°26′54″ пн. ш. 89°16′54″ зх. д. / 44.44833° пн. ш. 89.28167° зх. д. (44.448329, -89.281683).  За даними Бюро перепису населення США в 2010 році селище мало площу 3,50 км², з яких 3,37 км² — суходіл та 0,13 км² — водойми.

## Демографія
Згідно з переписом 2010 року, у селищі мешкало 1035 осіб у 434 домогосподарствах у складі 274 родин. Густота населення становила 296 осіб/км².  Було 471 помешкання (135/км²).
Расовий склад населення:
| - 97,9 % — білих - 0,3 % — чорних або афроамериканців - 0,2 % — азіатів |

До двох чи більше рас належало 0,8 %. Частка іспаномовних становила 2,5 % від усіх жителів.
За віковим діапазоном населення розподілялося таким чином: 29,0 % — особи молодші 18 років, 57,9 % — особи у віці 18—64 років, 13,1 % — особи у віці 65 років та старші. Медіана віку мешканця становила 35,1 року. На 100 осіб жіночої статі у селищі припадало 96,4 чоловіків;  на 100 жінок у віці від 18 років та старших — 87,5 чоловіків також старших 18 років.
Середній дохід на одне домашнє господарство  становив 50 653 долари США (медіана — 38 603), а середній дохід на одну сім'ю — 60 967 доларів (медіана — 55 521). Медіана доходів становила 41 346 доларів для чоловіків та 30 000 доларів для жінок. За межею бідності перебувало 21,7 % осіб, у тому числі 32,7 % дітей у віці до 18 років та 11,0 % осіб у віці 65 років та старших.
Цивільне працевлаштоване населення становило 535 осіб. Основні галузі зайнятості: освіта, охорона здоров'я та соціальна допомога — 19,4 %, виробництво — 17,2 %, мистецтво, розваги та відпочинок — 9,9 %, транспорт — 9,2 %.